# قانون جنگل

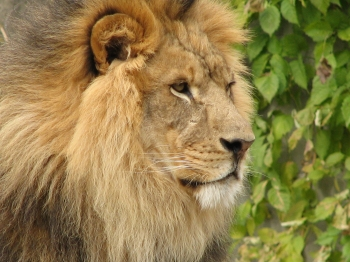
شیر نر آفریقایی در باغ وحش لوئیزویل

قانون جنگل (به انگلیسی: The Law of the Jungle) یک اصطلاح گسترده به معنی‌های «هر مرد برای خودش»، «کسی باقی می‌ماند که قوی‌تر باشد»، «بکش یا کشته شو»، «بخور یا خورده شو» و … است.

## کتاب جنگل
در کتاب جنگل نوشته رودیارد کیپلینگ از قانون جنگل به عنوان یک پیمان توسط گرگ‌ها و بقیهٔ حیوانات در جنگل‌های هند استفاده شده‌است.